# Tobias Grøndahl
Tobias Grøndahl, född 22 januari 2001, är en norsk handbollsspelare som spelar för Elverum Håndball och det norska landslaget. Han är högerhänt och spelar som mittnia.
Säsongen 2021/22 blev han uttagen i EHF Champions Leagues All-Star Team som Bästa unga spelare.